# Calle Adderley
La Calle Adderley (en  afrikáans: Adderleystraat; en inglés: Adderley Street) es una famosa calle en Ciudad del Cabo, Sudáfrica. Es considerada la calle principal del distrito central de negocios (en el centro). Las luces de Navidad, mercados nocturnos, la estación principal de tren y numerosas tiendas y restaurantes y torres de oficinas están en esta vía.
La calle se llamaba originalmente Heerengracht, debido al canal que corría por el centro. Durante muchos años fue una zona residencial, llena de grandes árboles de roble, pero para 1850 se había convertido en un espacio de carácter comercial. El Alcalde Hércules Jarvis la llamó calle Adderley en 1850, en honor del Parlamentario británico Charles Bowyer Adderley (elevado a la dignidad de barón Norton en 1878), que luchó con éxito contra el plan del gobierno británico para que Ciudad del Cabo se convirtiera en otra colonia penal.